# 德雷克演艺中心
德雷克演艺中心是俄亥俄州立大学的一座教学楼，位于莫里尔大楼和林肯大楼西侧、欧兰坦奇河(Olentangy River)东岸。

## 背景
在西校区住宿楼的建设中，在附近居住的学生们认为步行至俄亥俄中心(Ohio Union)的距离过远，冬天尤胜。学校董事会因此在1969年批准新建第二处活动中心。建筑师Todd Tibbals设计的中心在斥资450万美元新建完成后于1971年开放，并以担任俄亥俄中心经理33年的爱德华·德雷克命名。德雷克中心周围另规划有一些配套设施，但最后被取消。虽然新建德雷克中心作为第二家学生活动中心似乎和俄亥俄中心会产生竞争，但两者作为学生和来访者的社区中心共同合作。